# Beseech
Beseech — шведская готик-метал-группа из города Бурос, основанная в 1992 году, прекратившая существование в 2006 году и воссоединившаяся в конце 2013-го.

## История группы
Первый состав Beseech образовался в ноябре 1992 года в маленьком шведском городке Бурос (недалеко от Гётеборга). С самого начала они играли дум/дэт-метал, а затем стиль преобразовался в готик-метал с мужским и женским вокалом. Название придумал барабанщик Морган Гредакер, он также автор названия группы Cemetary, с которой он играл одно время.
В начальный период они записали два демо: A lesser kind of evil (1993, 3 трека) и Last chapter (1994, 5 треков). В 1994 году они записали песню Edge of life для компиляции бельгийского лейбла Shiver Records CD «Sometimes Death Is Better». Эта сборка принесла Beseech известность в разных странах.
В 1995 году Beseech после выпуска третьего демо Tears заключили контракт с We Bite/Corrosion Records. Чуть позже они очутились в StudioMega для записи «…From a bleeding heart» с продюсером Кристианом Сильвером (Sundown). Оказалось, что We Bite/Corrosion Records не смогли выпустить альбом из-за тяжёлого финансового положения. Группе пришлось разорвать контракт и заняться поисками нового лейбла. Beseech получили несколько неплохих предложений и решили уйти под эгиду Metal Blade Records. 27 апреля 1998 года лейбл наконец-то выпустил …From a Bleeding Heart — альбом был спродюсирован музыкантами группы совместно со звукорежиссёрами Кристианом Сильвером и Даниэлем Хейманом. 24 июня 1998 года им удалось выступить на телеканале TV4 с песнями «Rainbowman» и «Inhuman Desire». Группа провела ряд выступлений с Lake of Tears (дважды), Entombed, Gluecifer, Mist Of Avalon, Dissection (трижды), Maze Of Torment и другими. Спустя некоторое время в команде наметились разногласия. Клас Болин, Роберт Спанглунд, Микаель Андерссон и Йорген Сьоберг решили продолжить своё дело, уволив остальных музыкантов. Через некоторое время состав пополнили барабанщик Йонас Стромберг и басист Даниель Элофссон.
В июне 1999 года Beseech в обновлённом составе записали две демопесни для нового альбома, затем выступили на фестивале Stalverk в Хагфорсе.
Beseech пришлось расторгнуть контракт и с лейблом Metal Blade. Очередную крышу музыканты нашли на Pavement Music, взявшейся выпустить их второе творение. По признанию самих участников, это было большой ошибкой. 6 мая 2000 году группа успешно выступила с Entombed и Conviction в Буросе на Rockborgen. Второй альбом Black Emotions вышел только в начале августа. В октябре 2000 запланированы концерты с Bay Laurel в Boras. В декабре 2000 года они отправляются в первое европейское турне совместно с Theatre Of Tragedy и Lacuna Coil.
Между тем в 2001 году три композиции шведов («Manmade dreams», «Neon ocean», «Lunar eclipse») прозвучали в саундтреке к фильму ужасов «Alien agenda 5 — Alien conspiracy» канадской кинокомпании Brimstone Productions. В конце 2001 года музыканты наконец смогли подписать контракт с крупным лейблом с хорошей репутацией — Napalm Records.
В составе группы вновь произошли изменения. В силу личных причин из группы был вынужден уйти вокалист Йорген Сьоберг. Его сменил Эрик Моларин. Новый альбом Souls Highway вышел в 2002 году, который великолепно продавался и получил весьма ободряющие отклики в прессе. Группа недолго гастролировала в поддержку Souls Highway: отыграла ряд концертов и фестивалей в Европе, а в основном у себя на родине, в Швеции.
Четвёртый альбом Drama записали на Studio Mega, там же, где были сделаны три предыдущие записи с тем же самым продюсером. Но только в этот раз студия переехала в другое место и переоборудовалась. К этому времени коллектив уже добился огромного успеха — мрачная, тяжёлая музыка с незабываемым вокальным дуэтом Эрика Моларина и Лотты Хоглин притягивала всё больше новых поклонников.
После загруженного фестивальными выступлениями лета 2004 года шведы приняли в состав ещё одного гитариста — Манне Энгстрёма (Fatal Embrace, Sundown, Cemetary). Он занял место Класа Болина, гитариста группы с 1992 года, оставившего её в начале 2003 года. В таком составе они принялись сочинять новый материал и менее чем за полгода сумели закончить основные работы по композиции и записи диска Sunless Days. Он вышел 5 сентября 2005 года. Альбом содержит 10 треков, в том числе кавер на композицию Danzig «Devil’s Plaything».
Sunless Days стал пятым альбомом в дискографии группы. После него в творчестве коллектива возник долгий перерыв: в октябре 2006 года музыканты заявили о своём решении распуститься, так как интересы членов группы стали значительно расходиться, в результате чего пропали вдохновение и желание вести дальнейшую музыкальную деятельность. Beseech выпустили прощальное DVD и дали ряд прощальных концертов, чтобы позволить фанатам последнюю возможность увидеть коллектив на сцене.
Дальнейшие пути музыкантов разошлись:
- В 2007 некоторые участники группы вновь собираются вместе и создают новый проект «The Mary Major». Лотта Хоглин участвует в этом проекте в качестве вокалистки.
- Вокалист Эрик Моларин и бывший барабанщик группы Юнас Стромбёрг основали коллектив «Dark», который выпустил первый альбом в 2015 году.
- В декабре 2013 года музыканты Beseech объявили о воссоединении коллектива и выпустили новую песню под названием «The Ingredients»[1]. Новый альбом под названием «My Darkness, Darkness» вышел в 2016 году.
- Летом 2025 года Эрик Моларин и бывшие музыканты прошлых составов Beseech, включая Лотту Хоглин, объявили о воссоединении группы.

## Состав
- Роберт Винтевайнд — гитара, программирование (1992—2007, 2013—наши дни)
- Маннэ Энгстрём — гитарист (2005—2007, 2013—наши дни)
- Клас Болин — гитарист, мужской вокал (1992—2003, 2013—наши дни)
- Ангелина Сальгрен Шёдер — женский вокал (2013—наши дни)
- Юхан Йорнборг — басист (2013—наши дни)
- Хакан Карлссон — барабанщик (2013—наши дни)

### Бывшие участники
- Андреас Вик — басист (1992—1998)
- Морган Гредакер — барабанщик (1992—1998)
- Йоген Шёберг — вокалист (1992—2000)
- Никлас Свенссон — барабанщик (1999)
- Микаель Андерсон — клавишник (2000)
- Лотта Хоглин — женский вокал (2001—2007)
- Эрик Моларин — мужской вокал (2001—2007)
- Микаель Бак — клавишник (2001—2007)
- Даниель Элофссон — басист (2000—2007)
- Юнас Стромберг — барабанщик (2000—2007)

### Сессионные участники
- Анна Андерсон — вокал (1998)

## Дискография

### Альбомы
- 1998 — …From a Bleeding Heart (Metal Blade Records)
- 2000 — Black Emotions (Pavement Music)
- 2002 — Souls Highway (Napalm Records)
- 2004 — Drama (Napalm Records)
- 2005 — Sunless Days (Napalm Records)
- 2016 — My Darkness, Darkness (Despotz Records)

### Демо
- 1993 — A Lesser Kind of Evil
- 1994 — Last Chapter
- 1995 — Tears
- 2001 — Beyond the Skies (Misty Music)